# Pyrausta secernalis
Pyrausta secernalis là một loài bướm đêm trong họ Crambidae.